# Niphona lutea
Niphona lutea là một loài bọ cánh cứng trong họ Cerambycidae.